# Ranunculus sardous
Il ranuncolo sardo (nome scientifico Ranunculus sardous Crantz, 1763) è una pianta appartenente alla famiglia delle Ranunculaceae, comune nelle zone umide della penisola italiana.

## Etimologia
Il nome generico (Ranunculus), passando per il latino, deriva dal greco Batrachion, e significa “rana” (è Plinio scrittore e naturalista latino, che c'informa di questa etimologia) in quanto molte specie di questo genere prediligono le zone umide, ombrose e paludose, habitat naturale degli anfibi. 

L'epiteto specifico (sardous) deriva da “riso sardonico” in conseguenza di un'antica identificazione errata da parte di Virgilio con un'altra erba velenosa (Herba sardoa, probabilmente l'attuale Oenanthe crocata).

Il binomio scientifico attualmente accettato (Ranunculus sardous) è stato proposto dal medico e botanico lussemburghese naturalizzato austriaco Heinrich Johann Nepomuk von Crantz (1722 – 1799) nella pubblicazione ”Stirpium Austriarum Fasciculus II” del 1763.

## Descrizione
Sono piante la cui altezza oscilla tra 5 e 45 cm. Queste piante sono definite terofite scapose (T scap), ossia sono erbacee che differiscono dalle altre forme biologiche poiché, essendo annuali (o eventualmente bienni), superano la stagione avversa sotto forma di seme; sono inoltre munite di asse fiorale eretto con poche foglie. In qualche caso possono essere anche di tipo emicriptofita scaposa (H scap), ossia piante semi-perenni con gemme svernanti al livello del suolo.

### Radici
Le radici sono del tipo fascicolato. Diametro delle radici: 2 – 3 mm.

### Fusto
- Parte ipogea: assente.
- Parte epigea: la parte aerea del fusto può essere prostrata o eretta-ascendente, fogliosa e molto ramosa con peli patenti.

### Foglie
- Foglie basali: è presente una rosetta basale con foglie lungamente picciolate di tipo 2 – 3 pennatosette, ossia divise in più segmenti larghi fino a 6 mm con margini crenati o lobati. Dimensioni delle foglie: larghezza 2 – 6 cm; lunghezza 2 – 6 cm.
- Foglie cauline: le foglie cauline sono a disposizione alterna e progressivamente ridotte e più intere. Quelle inferiori sono picciolate, quelle superiori sono sessili. I vari segmenti sono delle lacinie larghe 2 – 3 mm.

### Infiorescenza
L'infiorescenza è cimosa, multiflora di tipo monocasio con fiori solitari (uno per ogni peduncolo). I vari peduncoli fiorali sono striati e posizionati all'ascella delle foglie superiori. Lunghezza dei peduncoli: 2 – 4 cm.

### Fiore

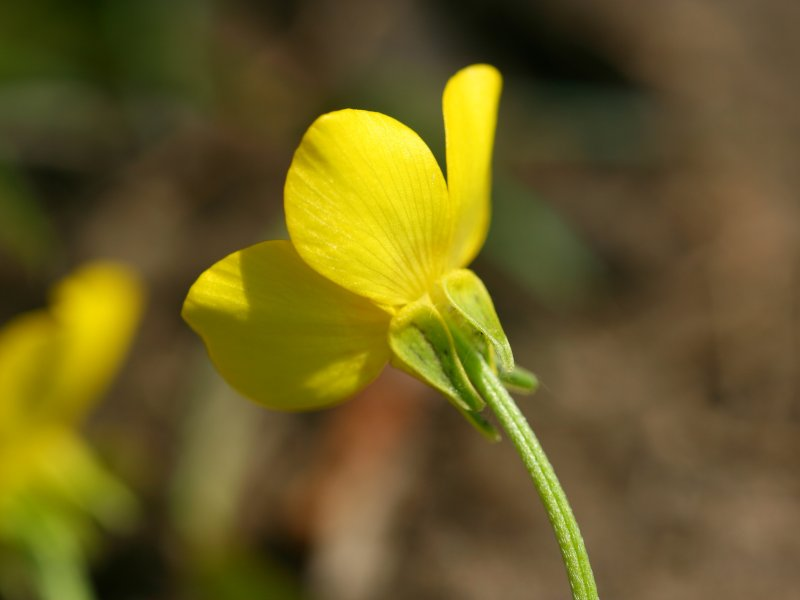
Il fiore

I fiori sono ermafroditi, emiciclici, attinomorfi. I fiori sono di tipo molto arcaico anche se il perianzio(o più esattamente il perigonio) di questo fiore è derivato dal perianzio di tipo diploclamidato (tipico dei fiori più evoluti), formato cioè da due verticilli ben distinti e specifici: sepali e petali. Diametro dei fiori: 10 – 15 mm.
- Formula fiorale: per queste piante viene indicata la seguente formula fiorale:

* K 5, C 5, A molti, G 1-molti  (supero), achenio
- Calice: il calice è formato da 5 brevi sepali giallastri, pelosi a disposizione embricata e alterna ai petali. In realtà i sepali sono dei tepali sepaloidi[9]. Alla fioritura sono penduli e disposti in modo appressato al peduncolo. Dimensione dei sepali: larghezza 1,5 – 8 mm; lunghezza dei sepali: 3 – 10 mm.
- Corolla: la corolla è composta da 5 petali di colore giallo e lunghi il doppio dei sepali; la forma è spatolata e sulla superficie sono visibili fino a 15 nervature longitudinali. Alla base dal lato interno è presente una fossetta nettarifera (= petali nettariferi di derivazione staminale). In effetti anche i petali della corolla non sono dei veri e propri petali: potrebbero essere definiti come elementi del perianzio a funzione vessillifera[10]. Dimensione dei petali: larghezza 3 – 5 mm; lunghezza 4 – 8 mm.
- Androceo: gli stami, inseriti a spirale nella parte bassa sotto l'ovario, sono in numero indefinito e comunque più brevi dei sepali e dei petali. La parte apicale del filamento è lievemente dilatata sulla quale sono sistemate le antere bi-logge, di colore giallo a deiscenza laterale. Al momento dell'apertura del fiore le antere sono ripiegate verso l'interno, ma subito dopo, tramite una torsione, le antere si proiettano verso l'esterno per scaricare così il polline lontano dal proprio gineceo evitando così l'autoimpollinazione. Il polline è tricolpato (caratteristica tipica delle Dicotiledoni).
- Gineceo: l'ovario è formato da diversi carpelli (20 - 30) liberi uniovulari di colore verde; sono inseriti a spirale su un ricettacolo peloso; gli ovuli sono eretti e ascendenti. I pistilli sono apocarpici (derivati appunto dai carpelli liberi).
- Fioritura: da febbraio a ottobre (normalmente da maggio a luglio).

### Frutti
I frutti sono degli aggregati di acheni (un poliachenio) molto numerosi (20 – 30 acheni). Insieme formano una testa sferica o ovoide. Ogni achenio contiene un solo seme e ha una forma ellittica; la superficie è liscia o eventualmente punteggiata e rugosa. È inoltre provvisto di un rostro o becco apicale generalmente dritto o sub-curvo di 0,4 – 0,7 mm. Dimensione della testa: 5 – 8 mm x 6 – 7 mm. Lunghezza degli acheni: 1,5 – 3 mm.

## Riproduzione
La riproduzione di questa pianta avviene per via sessuata grazie all'impollinazione degli insetti pronubi (soprattutto api) in quanto è una pianta provvista di nettare (impollinazione entomogama). Essendo una pianta a ciclo biologico annuo ad ogni nuova stagione, dal seme, si forma un nuovo individuo.

## Distribuzione e habitat

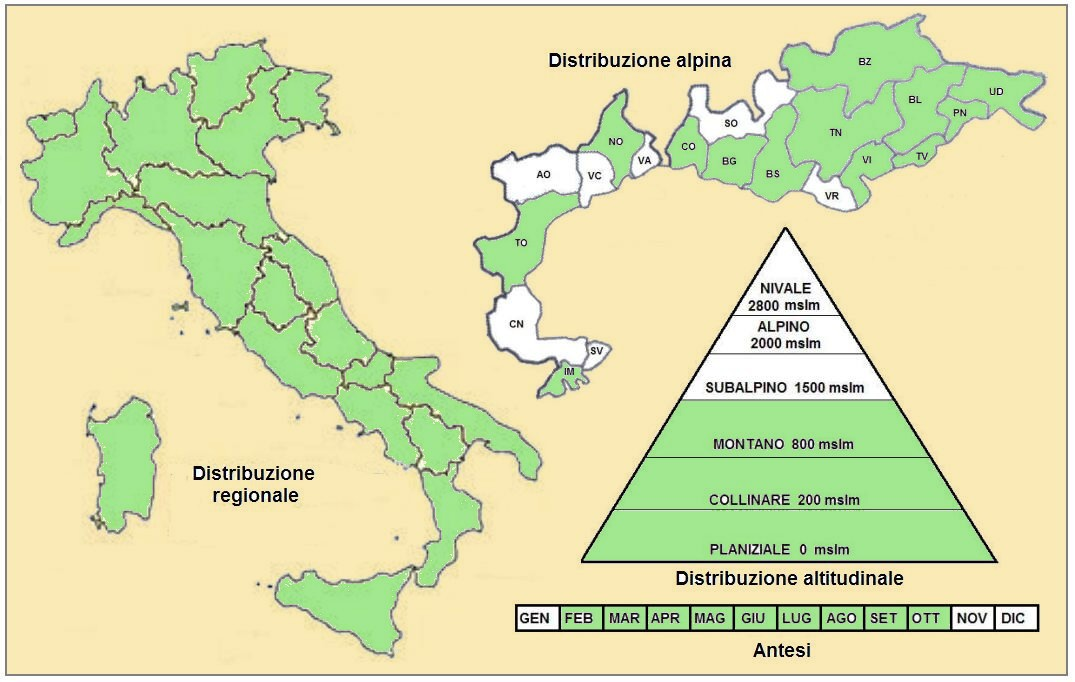
Distribuzione della pianta

- Geoelemento: il tipo corologico (area di origine) è Euri – Mediterraneo ma anche Archeofita.
- Distribuzione: è una pianta comune su tutto il territorio italiano. Nelle Alpi è presente nelle seguenti province: TO, NO, CO, BG, BS, VR, TN, BZ, BL, UD. Oltre il confine (sempre nelle Alpi) il “ranuncolo sardo” si trova in Francia (dipartimenti di Hautes-Alpes e Alta Savoia), Svizzera (cantoni Ticino, Vallese e Grigioni), Austria (Länder orientali) e Slovenia. Sugli altri rilievi europei si trova nei seguenti areali: Massiccio Centrale, Pirenei, Alpi Dinariche, Monti Balcani e Carpazi. Fuori dall'Europa può essere trovato in Africa del Nord (Algeria, Marocco e Tunisia), Asia temperata (Georgia), America del Nord e Australia (in queste due ultime zone è considerato naturalizzato).
- Habitat: l'habitat tipico per questo ranuncolo sono i fanghi e ambienti umidi; ma anche i prati e pascoli igrofili (da umidi a bagnati). Il substrato preferito è sia calcareo che siliceo con pH neutro, medi valori nutrizionali del terreno che deve essere umido.
- Distribuzione altitudinale: sui rilievi queste piante si possono trovare fino a 1000 m s.l.m.; frequentano quindi i seguenti piani vegetazionali: collinare e in parte montano (specialmente al sud).

### Fitosociologia
Dal punto di vista fitosociologico la specie di questa voce appartiene alla seguente comunità vegetale:
Formazione: delle comunità delle macro- e megaforbie terrestri
Classe: Molinio-Arrhenathereta
Ordine: Potentillo-Polygonetalia

## Tassonomia
Il genere Ranunculus è un gruppo molto numeroso di piante comprendente oltre 400 specie originarie delle zone temperate e fredde del globo, delle quali quasi un centinaio appartengono alla flora spontanea italiana. La famiglia delle Ranunculaceae invece comprende oltre 2500 specie distribuite su 58 generi. 

Le specie spontanee della nostra flora sono suddivise in tre sezioni (suddivisione a carattere pratico in uso presso gli orticoltori organizzata in base al colore della corolla): Xanthoranunculus – Batrachium – Leucoranunculus. La specie Ranunculus sardous appartiene alla prima sezione (Xanthoranunculus) caratterizzata dall'avere la corolla gialla. Un'altra suddivisione, che prende in considerazione caratteristiche morfologiche ed anatomiche più consistenti, è quella che divide il genere in due sottogeneri (o subgeneri), assegnando il Ranunculus sardous al subgenere Ranunculus, caratterizzato da piante con fusti eretti (e quindi forniti di tessuti di sostegno), peduncoli dell'infiorescenza eretti alla fruttificazione, lamina fogliare ben sviluppata e petali gialli o bianchi (l'altro subgenere Batrachium è dedicato soprattutto alle specie acquatiche).

Il numero cromosomico di R. sardous è: 2n = 16, (32)

### Variabilità
La variabilità di questa pianta si manifesta nei seguenti caratteri morfologici:
- l'altezza del fusto può essere molto ridotta (5 – 15 cm);
- il periodo di fioritura può essere precoce (alcuni Autori classificano gli individui con questa caratteristica insieme alla caratteristica precedente come una specie separata: Ranunculus parvulus L.);
- la pelosità del fusto (più o meno accentuata);
- la rugosità dell'achenio (più o meno evidente).

Nell'elenco che segue sono indicate alcune sottospecie e varietà (l'elenco può non essere completo e alcuni nominativi sono considerati da altri autori dei sinonimi della specie principale o anche di altre specie):
- Sottospecie:

- R. sardous subsp. elongatus (C. Presl) Nyman (1878)
- R. sardous subsp. intermedius (Poiret) Jahandiez & Maire (1932)
- R. sardous subsp. laevis N. Busch (1903)
- R. sardous subsp. mediterraneus (Griseb.) Simonkai
- R. sardous subsp. philonotis (Ehrh.) Briq. (1910)
- R. sardous subsp. subdichotomicus Gerbaul
- R. sardous subsp. subdichotomiflorus Gerbault (1921)
- R. sardous subsp. trilobus (Desf.) Rouy & Foucaud (1893)
- R. sardous subsp. xatardii (Lapeyr.) Rouy & Foucaud (1893)

- Varietà:

- R. sardous var. hirsutus (Curtis) Rouy & Foucaud (1893)
- R. sardous var. littoralis Rouy & Foucaud (1893)
- R. sardous var. monanthos Finet & Gagnep. (1904)
- R. sardous var. pseudobulbosus Grossh.
- R. sardous var. tuberculatus Celak. (1875)

### Sinonimi
Questa entità ha avuto nel tempo diverse nomenclature. L'elenco che segue indica alcuni tra i sinonimi più frequenti:
- Ranunculus angulatus C. Presl in J. & C. Presl (1822)
- Ranunculus catalaunicus Sennen
- Ranunculus dulcis Bubani (1901)
- Ranunculus hirsutus Curtis (1778) (sinonimo di R. sardous subsp. xatardii)
- Ranunculus mediterraneus (Griseb.) Steffen (1864)
- Ranunculus pseudobulbosus Schur (1859)
- Ranunculus pseudohirsutus Schur (1866)
- Ranunculus philonotis Ehrh (sinonimo di R. sardous subsp. xatardii)

### Specie simili
Questa specie di ranuncolo si confonde con le diverse decine di altri ranuncoli tra i quali alcuni sono elencati qui di seguito (per individuare le differenze morfologiche di queste specie si vedano le descrizioni delle varie voci di questa enciclopedia):
- Ranunculus repens L. - Ranuncolo strisciante
- Ranunculus lanuginosus L. - Ranuncolo lanuto
- Ranunculus acris L. - Ranuncolo comune
- Ranunculus bulbosus L. - Ranuncolo bulboso
- Ranunculus breyninus Bieb. - Ranuncolo orofilo di Breyne

## Usi

### Farmacia
Queste piante contengono l'anemonina; una sostanza particolarmente tossica per animali e uomini. Infatti gli erbivori brucano le foglie di queste piante con molta difficoltà e solamente dopo una buona essiccazione (erba affienata) che fa evaporare le sostanze più pericolose. Anche le api evitano di bottinare il nettare dei “ranuncoli”. Sulla pelle umana queste piante possono creare delle vesciche (dermatite); mentre sulla bocca possono provocare intenso dolore e bruciore alle mucose.